# Nuance Communications
Nuance Communications — транснациональная корпорация — производитель программного обеспечения, управляемая из Берлингтона, Массачусетс, США. Разрабатывает приложения, работающие с голосовыми данными и с изображениями. Среди технологий компании: распознавание речи на серверах и во встроенных применениях, системы автоматизированной обработки звонков, программы и системы ведения медицинских записей, оптическое распознавание символов. Часть компании выполняет разработки программ и систем для военных и государственных агентств США.
Nuance, по предположениям от октября 2011, является разработчиком алгоритма распознавания речи для интерактивного сервиса Siri компании Apple (интегрирован в iPhone 4S и более новые продукты).
В 2005 году компания Nuance была поглощена компанией ScanSoft (до 1999 называвшейся Visioneer), после покупки сменившей название на Nuance. В процессе своего развития корпорация Nuance поглотила несколько десятков фирм.
В апреле 2021 года компания Microsoft объявила о том, что купит Nuance Communications. Сумма сделки — 19,7 млрд долларов США, включая долг компании. Приобретение было завершено в марте 2022 года.

## Конфиденциальность
Компания является крупнейшим поставщиком услуг по распознаванию речи, её системы используются в нескольких популярных интерактивных агентах для мобильных телефонов, в том числе Apple Siri и собственного приложения Dragon Go. Фразы, произнесенные пользователем при взаимодействии с агентом, отсылаются на серверы Nuance для распознавания. Некоторые люди отмечают, что подобный сервис может создавать дополнительные риски слежения за людьми. Сама компания считает, что она является обладателем крупнейшего архива записей речи в США, единственным более крупным архивом может обладать лишь правительство. Nuance отвергает обвинения в возможной идентификации пользователей из записей, объясняя, что она не знает их имен, и использует лишь уникальные идентификаторы устройств. 
В 2014 году компания начала продвижение собственных продуктов биометрической аутентификации по голосу. Подобная система "голосовой биометрии" (voice biometrics) позиционируется как замена паролям и кодовым словам, и начинает применяться в телефонных системах для банков, в частности, в Канаде и в Barclays. Для проверки системой используется около сотни различных характеристик голоса, комбинация которых делает голос человека уникальным. Для идентификации требуется лишь 10 секунд речи.
Корпорация предлагает сходные системы для идентификации личности по голосу. В частности, имеются предложения по проведению криминалистических экспертиз для определения личностей по записям голоса, при этом отчеты для сравнения голосов создаются автоматически. Представители компании надеются, что компания продолжит взаимодействие с правоохранительными органами и будет развивать технологию идентификации людей по голосу, она могла использоваться аналогично тому, как сейчас используются отпечатки пальцев. Также система позиционируется для правоохранительных органов, военных применений и использования в разведке в качестве средства против преступности и терроризма. Заявляется скорость поиска по базе голосов в 200 тысяч сравнений в секунду на каждое процессорное ядро. Продукт Nuance Identifier, согласно публикациям Nuance, может предоставить властям (государственным агентствам) возможности по созданию баз данных голосовых отпечатков на миллионы человек (масштабируется вплоть до размеров целой страны), идентификацию в реальном времени (например, при прохождении таможенного контроля), определению языка разговора, по автоматическому поиску ключевых слов в больших базах записанных разговоров..
По данным, предоставленным Nuance в Biometrics Institute в 2014 году, компания уже имеет базу более чем в 30 миллионов голосовых отпечатков лишь в коммерческих применениях, а также несколько внедрений в области безопасности без уточнения размеров собранных баз.